# Phymaphora californica
Phymaphora californica är en skalbaggsart som beskrevs av Horn 1880. Phymaphora californica ingår i släktet Phymaphora och familjen svampbaggar. Inga underarter finns listade i Catalogue of Life.